# Magnus Nilsson de Dinamarca
Magnus Nilsson (en danés: Magnus Nielsen; 1106/1107-Fotevik, 4 de junio de 1134), también llamado Magnus el Fuerte, fue un príncipe danés, hijo del rey Nicolás I de Dinamarca y de Margarita Fredkulla.
Por línea materna, Magnus era nieto de Inge I de Suecia. Por ese motivo, aspiró al trono sueco cuando falleció su primo Inge II en 1125, en una época en que el país se encontraba dividido. Ese mismo año fue elegido rey en la provincia de Västergötland en 1125, pero los suiones (pobladores de Svealand) no lo reconocieron como rey de Suecia. Según la Västgötalagen, eran los suiones los que tenían el poder de elegir o deponer a un rey. Magnus gobernó en el sur de Suecia entre 1125 y 1130. En 1130, los suiones eligieron rey a Sverker I, y este invadiría Västergötland y finalmente expulsaría a Magnus de Suecia ese mismo año.
En Dinamarca, trató de suceder a su padre, pero se enfrentó a la popularidad de su primo Canuto Lavard, quien también era un fuerte aspirante al trono. Magnus mandó asesinar a Canuto, lo que produjo una guerra civil en Dinamarca que enfrentaría al rey Nicolás y Magnus contra el medio hermano de Canuto, Erico Emune, que trató de hacerse con el poder.
Magnus murió en Escania, en la batalla de Fotevik contra Eric Emune, en 1134.
Casó con la princesa Riquilda de Polonia, con la que tuvo un solo hijo, el futuro rey Canuto V de Dinamarca.